# 'hours...'
'hours...' è il ventunesimo album di David Bowie e fu pubblicato dalla Virgin Records nel 1999. È stato ristampato nel 2004 con l'aggiunta di diverse tracce bonus, e nel gennaio 2005 in versione doppio CD con ulteriori brani aggiuntivi. È stato il primo album di un artista di fama a essere disponibile per il download digitale da internet. La pubblicazione in rete precedette l'uscita del CD di circa due settimane. L'album è stato rimasterizzato nel 2021 e incluso nel cofanetto Brilliant Adventure (1992-2001).

## Storia
Il disco è stato composto insieme a Reeves Gabrels per il videogioco Omikron: The Nomad Soul del 1999.
Per promuovere l'album venne indetto un "Cyber Song Contest" sul sito ufficiale di Bowie, www.BowieNet, con cui il vincitore avrebbe potuto aggiungere il testo ad una versione strumentale del brano What's Really Happening e comparire tra gli autori nelle note di copertina. Tra gli 80 000 testi arrivati risultò vincente quello del ventenne Alex Grant, giudicato da Bowie impertinente e facile da cantare. Grant si aggiudicò anche un viaggio ai Looking Glass Studios di Philip Glass il 24 maggio 1999, con la possibilità di osservare Bowie al lavoro in studio di registrazione. Contribuì alla canzone anche cantando nel coro di sottofondo, insieme a un amico che lo aveva accompagnato.

## Copertina
La copertina dell'album, disegnata da Rex Ray elaborando fotografie di Tim Bret Day e Frank Ockenfels, mostra una sorta di "Pietà michelangiolesca" dove un Bowie con capelli corti appare esanime a terra con la testa sulle ginocchia di un caritatevole altro Bowie dai capelli lunghi, come in una sorta di passaggio tra vecchia e nuova incarnazione musicale dell'artista. Il primo rappresenta il morente Bowie del precedente album Earthling, mentre il secondo, con la sua aria innocente e indefinibile ed il suo aspetto molto più giovane e vagamente effeminato, potrebbe rappresentare il Bowie di inizio carriera e al tempo stesso un nuovo Bowie sconosciuto ed alieno. Nelle prime stampe dell'album, la copertina era stata sottoposta ad un complicato processo di stampa che donava all'immagine un effetto tridimensionale.

## Accoglienza
| Recensione                        | Giudizio |
| --------------------------------- | -------- |
| AllMusic                          | [ 8 ]    |
| Alternative Press                 | [ 9 ]    |
| Entertainment Weekly              | B–       |
| The Encyclopedia of Popular Music | [ 11 ]   |
| Pitchfork                         | [ 1 ]    |
| Q                                 | [ 12 ]   |
| Rolling Stone                     | [ 13 ]   |
| Piero Scaruffi                    | [ 14 ]   |
| Spin                              | [ 15 ]   |
| Uncut                             | [ 16 ]   |

L'album ebbe un notevole successo in Europa, in particolare raggiunse la Top 10 nelle classifiche nazionali con la 2ª posizione in Svezia e Austria, la 4ª in Germania e Norvegia, la 5ª nel Regno Unito, la 7ª in Francia e la 9ª in Italia. Negli Stati Uniti invece fu il primo album di studio di Bowie a fallire l'entrata nella US Top 40 dai tempi di Ziggy Stardust (1972), raggiungendo la 47ª posizione. Discrete furono le vendite di Thursday's Child, il primo dei singoli estratti dall'album, che raggiunse la 16ª posizione della Official Singles Chart.
'hours...' è un disco molto più convenzionale rispetto ai frenetici Earthling e 1.Outside, gli album che l'hanno preceduto, recuperando atmosfere pop rock più intimiste e riflessive. Se la musica di Bowie era sempre stata caratterizzata da artificio, intelligenza e sintesi, 'hours... segna una svolta ed è un punto di partenza rilassato e naturale. Questo cambiamento di tono rispetto agli ultimi suoi lavori è stato definito su AllMusic rinfrescante.
Nella rivista Rolling Stone è stato invece definito effervescente e malinconico al tempo stesso, rappresentando una sintesi della carriera di Bowie, in cui l'ascoltatore può trovare tracce di album precedenti quali Hunky Dory, Ziggy Stardust, Aladdin Sane, "Heroes", Low e quelli realizzati con i Tin Machine. Sempre secondo la rivista americana, l'introspezione che caratterizza 'hours...' testimonia la serenità derivante dalla maturità, longevità artistica e fama di leggenda raggiunte dall'autore.

## Tracce

### Pubblicazione originale
- Tutti i brani sono opera di David Bowie & Reeves Gabrels tranne dove diversamente indicato.

1. Thursday's Child – 5:24
2. Something in the Air – 5:46
3. Survive – 4:11
4. If I'm Dreaming My Life – 7:04
5. Seven – 4:04
6. What's Really Happening? (David Bowie/Reeves Gabrels/Alex Grant) – 4:10
7. The Pretty Things Are Going to Hell – 4:40
8. New Angels of Promise – 4:35
9. Brilliant Adventure – 1:54
10. The Dreamers – 5:14
11. We All Go Through (bonus track giapponese)

### Ristampa del 2004

#### Disco uno
1. Thursday's Child – 5:24
2. Something in the Air – 5:46
3. Survive – 4:11
4. If I'm Dreaming My Life – 7:04
5. Seven – 4:04
6. What's Really Happening? – 4:10
7. The Pretty Things Are Going to Hell – 4:40
8. New Angels of Promise – 4:35
9. Brilliant Adventure – 1:54
10. The Dreamers – 5:14

#### Disco due
1. Thursday's Child (Rock Mix) – 4:29
2. Thursday's Child (Omikron: The Nomad Soul Slower Version) – 5:35
3. Something in the Air (American Psycho Remix) – 6:03
4. Survive (Marius De Vries Mix) – 4:18
5. Seven (Demo) – 4:07
6. Seven (Marius De Vries Mix) – 4:13
7. Seven (Beck Mix #1) – 3:46
8. Seven (Beck Mix #2) – 5:14
9. The Pretty Things Are Going to Hell (Edit) – 4:00
10. The Pretty Things Are Going to Hell (Stigmata Film Version) – 4:49
11. The Pretty Things Are Going to Hell (Stigmata Film Only Version) – 4:00
12. New Angels of Promise (Omikron: The Nomad Soul Version) – 4:38
13. The Dreamers (Omikron: The Nomad Soul Longer Version) – 5:43
14. 1917 – 3:29
15. We Shall Go to Town – 3:55
16. We All Go Through – 4:11
17. No One Calls – 3:50

## Crediti
- Produttori
  - David Bowie
  - Reeves Gabrels
- Mixato da
  - Mark Plati
- Registrazioni addizionali di:
  - Kevin Paul
- Musicisti
  - David Bowie: voce, tastiera, chitarra acustica, Roland 707.
  - Reeves Gabrels: chitarra elettrica ed acustica a 6 e 12 corde, sintetizzatore, loop di batteria
  - Mark Plati: basso, chitarra 12 corde acustica ed elettrica, programmazione sintetizzatore e drum machine, Mellotron in Survive
  - Mike Levesque: batteria
  - Sterling Campbell: batteria in Seven, New Angels of Promise e The Dreamers
  - Chris Haskett: chitarra ritmica in If I'm Dreaming My Life
  - Everett Bradley: percussioni in Seven
  - Holly Palmer: cori in Thursday's Child

## Classifiche
| Classifica (1999) | Posizione massima |
| ----------------- | ----------------- |
| Australia         | 33                |
| Austria           | 2                 |
| Belgio (Fiandre)  | 12                |
| Belgio (Vallonia) | 12                |
| Canada            | 21                |
| Finlandia         | 39                |
| Francia           | 7                 |
| Germania          | 4                 |
| Italia            | 9                 |
| Giappone          | 14                |
| Norvegia          | 4                 |
| Nuova Zelanda     | 21                |
| Paesi Bassi       | 31                |
| Regno Unito       | 5                 |
| Stati Uniti       | 47                |
| Svezia            | 2                 |
| Svizzera          | 18                |